# Pomiany (Olecko)
Pomiany (deutsch Pomiannen, 1938 bis 1945 Kelchdorf) ist eine  nicht amtliche Ortschaft (polnisch nieoficjalny przysiółek wsi) in der polnischen Woiwodschaft Ermland-Masuren im Bereich der Stadt- und Landgemeinde Olecko (Marggrabowa, umgangssprachlich auch: Oletzko, 1928 bis 1945 Treuburg) im Powiat Olecki (Kreis Oletzko, 1933 bis 1945 Kreis Treuburg).

## Geographische Lage
Pomiany liegt im Osten der Woiwodschaft Ermland-Masuren, 16 Kilometer südlich der Kreisstadt Olecko.

## Geschichte
Das seinerzeit Pomien, nach 1785 Pomianen und bis 1938 Pomiannen genannte kleine Dorf wurde 1556 gegründet und bestand vor 1945 aus ein paar kleinen Höfen. 
Von 1874 bis 1945 war es in den Amtsbezirk Babken (polnisch Babki Gąseckie) eingegliedert, der – 1938 umbenannt in „Amtsbezirk Babeck“ – zum Kreis Oletzko (1933 bis 1945: Kreis Treuburg) im Regierungsbezirk Gumbinnen der preußischen Provinz Ostpreußen gehörte.
Am 1. Dezember 1910 waren in Pomiannen 38 Einwohner gemeldet. Ihre Zahl stieg bis 1933 auf 52 und betrug 1939 noch 42.
Aufgrund der Bestimmungen des Versailler Vertrags stimmte die Bevölkerung im Abstimmungsgebiet Allenstein, zu dem Pomiannen gehörte, am 11. Juli 1920 über die weitere staatliche Zugehörigkeit zu Ostpreußen (und damit zu Deutschland) oder den Anschluss an Polen ab. In Pomiannen stimmten 33 Einwohner für den Verbleib bei Ostpreußen, auf Polen entfiel keine Stimme.
Am 3. Juni 1938 wurde Pomiannen in „Kelchdorf“ umbenannt.
In Kriegsfolge kam das Dorf 1945 mit dem gesamten südlichen Ostpreußen zu Polen und trägt seither die polnische Namensform „Pomiany“.  Es gehört zur Stadt- und Landgemeinde Olecko im Powiat Olecki.

## Religionen
Vor 1945 war Pomiannen in das evangelische Kirchspiel der Kirche Gonsken in der Kirchenprovinz Ostpreußen der Kirche der Altpreußischen Union und in die katholische Pfarrkirche in Marggrabowa (Treuburg) im Bistum Ermland eingepfarrt.
Heute gehört Pomiany zur evangelischen Kirchengemeinde in Ełk (deutsch Lyck), einer Filialgemeinde der Pfarrei in Pisz (Johannisburg) in der Diözese Masuren der Evangelisch-Augsburgischen Kirche in Polen, bzw. zur katholischen Pfarrkirche in Gąski im Bistum Ełk der Römisch-katholischen Kirche in Polen.

## Verkehr
Pomiany ist lediglich über Landwege von Babki Gąseckie (Babken, 1938 bis 1945 Babeck) bzw. von Gąsiorowo (Groß Gonschorowen, 1938 bis 1945 Klinken) aus zu erreichen.
Die nächste Bahnstation ist Kijewo (Kiöwen) an der Bahnstrecke Ełk–Tschernjachowsk, die allerdings nur noch im Güterverkehr zwischen Ełk und Olecko befahren wird.